# Hannelore Daniel
Hannelore Daniel (* 29. März 1954 in Ehringshausen) ist eine deutsche Ernährungswissenschaftlerin.

## Leben
Hannelore Daniel studierte nach dem Abitur an der Adolf-Reichwein-Schule in Limburg ab 1972 Haushalts- und Ernährungswissenschaften an der Justus-Liebig-Universität Gießen. Sie schloss 1978 ihr Studium mit dem Diplom ab und promovierte 1982 zum Dr. oec. troph. im Fach Biochemie der Ernährung. Von 1982 bis 1983 arbeitete sie als Gastwissenschaftlerin am Institut für Physiologie der Universität Glasgow, UK. Von 1983 bis 1989 war sie wissenschaftliche Mitarbeiterin am Institut für Ernährungswissenschaften der Universität in Gießen. 1989 habilitierte sie und erhielt die venia legendi im Fach Biochemie der Ernährung. Von 1989 bis 1992 war sie als wissenschaftliche Mitarbeiterin an der School of Medicine der Universität Pittsburgh, USA, tätig. 
1992 erhielt sie den Ruf auf die Professur für Humanernährung an der Universität Jena und kurz danach einen Ruf an die Universität Gießen und war dort bis 1999 als Professorin (C4) für Biochemie der Ernährung tätig. Seit 1999 lehrt und forscht sie als Professorin (C4) und Leiterin des Lehrstuhl für Ernährungsphysiologie an der Technischen Universität München. Angebote zur Übernahme der wissenschaftlichen Leitung des Deutschen Instituts für Ernährungsforschung (DIfE) der Leibniz-Gemeinschaft in Potsdam und des Präsidentenamtes des Max Rubner-Instituts (MRI) in Karlsruhe hat sie abgelehnt. Hannelore Daniel ist seit 2018 emeritiert, aber weiterhin in verschiedenen Gremien und wissenschaftlichen Konsortien aktiv.

## Wissenschaftliche Aktivitäten

### Arbeitsgebiete
Hannelore Daniel erforscht zelluläre Transportprozesse von Nährstoffen (Monosaccharide, Aminosäuren, Peptide) und hat zur Identifizierung und Klonierung einiger dieser Membranproteine beigetragen. Mit der Expression der Proteine in diversen Zellsystemen und der Untersuchung der Funktion in Modellorganismen oder transgenen Tierlinien hat sie wichtige Erkenntnisse zu den Resorptionsmechanismen der Nährstoffe im Darm und bei ihrer Rückresorption in der Niere geliefert. Darüber hinaus hat sie sich mit der Kontrolle der Genexpression durch Nahrungsinhaltsstoffe beschäftigt und sucht mithilfe der Massenspektrometrie nach Metabolit-Profilen, die als Biomarker der Stoffwechselzustände in gesunden und kranken Organismen dienen können. Diese Ansätze fließen auch in anwendungsnahe Felder, z. B. der Personalisierten Ernährung, ein.

### Teilnahme in Forschungsverbünden
Hannelore Daniel und ihre Arbeitsgruppe haben an einer Vielzahl von nationalen und internationalen Forschungsprojekten teilgenommen u. a.: HTO (Freistaat Bayern) Projekt Biofunktionalität von Lebensmittelinhaltsstoffen, EU-Verbund EuginDAT, EU-Verbund Isoheart, EU-Verbund NuGO: European Nutrigenomics-Organisation, EU-Verbund Food4me, BMBF Enable-Cluster.

### Mitgliedschaften
Hannelore Daniel war und ist Mitglied verschiedener Gremien der wissenschaftlichen Selbstverwaltung (Senatskommission und Fachkollegium der Deutschen Forschungsgemeinschaft; Universität Wien; Universität Jena; Forschungsinstitut für Nutztierbiologie FBN; Helmholtz-Zentrum für Infektionsforschung HZI, Braunschweig; Technologiestiftung Berlin). Sie ist Mitherausgeber bei wissenschaftlichen Zeitschriften (u. a. Pflügers Archiv, Molecular Nutrition & Food Research). Seit 2003 ist sie Mitglied der Nationalen Akademie der Wissenschaften, Leopoldina; seit 2009, Mitglied des Bioökonomierat (BÖR) der Bundesregierung.

## Auszeichnungen / Ehrungen
- 1988 Preis der Herbert Quandt Stiftung zur Promotion in Ernährungswissenschaften
- 1989 Franz-Vogt-Preis der Justus-Liebig-Universität Gießen, Sektion Naturwissenschaften
- 1991 Fellowship-Award of the American Association for the Study of Liver Diseases
- 1997 Henneberg-Lehmann-Preis der Georg-August-Universität Göttingen
- 2003 Auszeichnung PRO MERITIS SCIENTIAE ET LITTERARUM des Bayerischen Staatsministeriums für Wissenschaft, Forschung und Kunst
- 2004 Preis für Beste Lehre des Bayerischen Staatsministeriums für Wissenschaft, Forschung und Kunst
- 2010 Konrad-Lang-Medaille, Deutsche Gesellschaft für Ernährungsmedizin
- 2013 Bayerische Verfassungsmedaille in Silber
- 2019 Bayerischer Verdienstorden

## Schriften

### Lehrbücher
- mit Gertrud Rehner: Biochemie der Ernährung. Spektrum Akad. Verlag, Heidelberg 2002, ISBN 3-8274-1157-2.
- mit Janos Zempleni (Hrsg.): Molecular Nutrition. Cabi-Verlag, 2003, ISBN 0-85199-679-5.
- mit Hans G. Joost und G. Eisenbrand (Hrsg.): Ernährungsforschung in Deutschland – Situation und Perspektiven. WILEY-VCH, Weinheim 2006, ISBN 3-527-31709-0.

### Lehrbuchbeiträge
- K. Suhre (Hrsg.) Genetic meets Metabolomics. Springer, 2011.
- M. Lämmershofer, W. Weckwerth (Hrsg.) Metabolomics in Practise. Wiley-VCH, 2013.
- Dirk Haller, Tilman Grune, Gerald Rimbach (Hrsg.): Biofunktionalität der Lebensmittelinhaltsstoffe. 1. Auflage. Springer Spektrum, Berlin, Heidelberg 2013, ISBN 978-3-642-29373-3 (eingeschränkte Vorschau in der Google-Buchsuche).

### Übersichtsartikel (Auswahl)
- Molecular and integrative physiology of intestinal peptide transport. In: Annu Rev Physiol. 66, 2004, S. 361–384.
- mit M. J. Rist und U. Wenzel: Nutrition and food science go genomic. In: Trends Biotechnol. 24(4), Apr 2006, S. 172–178.
- mit D. Fuchs, I. Winkelmann, I. T. Johnson, E. Mariman und U. Wenzel: Proteomics in nutrition research: principles, technologies and applications. In: Br J Nutr. 94(3), Sep 2004, S. 302–314.
- mit B. Spanier, G. Kottra und D. Weitz: From bacteria to man: archaic proton-dependent peptide transporters at work. In: Physiology (Bethesda). 21, Apr 2006, S. 93–102.
- mit M. Kussmann und S. Rezzi: Profiling techniques in nutrition and health research. In: Curr Op in Biotechnol. 19(2), Apr 2008, S. 83–99.
- mit J. Wittwer, I. Rubio-Aliaga, B. Hoeft, I. Bendik und P. Weber: Nutrigenomics in human intervention studies: current status, lessons learned and future perspectives. In: Mol Nutr Food Res. 55(3), Mar 2011, S. 341–358.
- mit T. Clavel, C. Desmarchelier, D. Haller, P. Gérard, S. Rohn und P. Lepage: Intestinal microbiota in metabolic diseases: from bacterial community structure and functions to species of pathophysiological relevance. In: Gut Microbes. 1;5(4), Jul 2014, S. 544–551.
- mit T. Zietek: Intestinal nutrient sensing and blood glucose control. In: Curr Opin Clin Nutr Metab Care. 18(4), Jul 2015, S. 381–388.
- mit P. Giesbertz: Branched-chain amino acids as biomarkers in diabetes. In: Curr Opin Clin Nutr Metab Care. 19(1), Jan 2016, S. 48–54.